# سمیر برتن داونس
سمیر برتن داونس (انگلیسی: Samir Bertin d'Avesnes؛ زادهٔ ۱۵ آوریل ۱۹۸۶) بازیکن فوتبال اهل فرانسه است.
از باشگاه‌هایی که در آن بازی کرده‌است می‌توان به باشگاه فوتبال باستیا اشاره کرد.
وی همچنین در تیم‌های ملی فوتبال زیر ۱۷ سال فرانسه، زیر ۱۸ سال فرانسه، و اتحاد قمر بازی کرده‌است.